# Johannes Klæbo
Johannes Høsflot Klæbo (Trondheim, 22 de octubre de 1996) es un deportista noruego que compite en esquí de fondo; cinco veces campeón olímpico y quince veces campeón mundial.
Participó en dos Juegos Olímpicos de Invierno, obteniendo en total siete medallas, tres de oro en Pyeongchang 2018, en las pruebas de velocidad individual, velocidad por equipo (junto con Martin Johnsrud Sundby) y relevo 4 × 10 km (con Didrik Tønseth, Martin Johnsrud Sundby y Simen Hegstad Krüger), y cuatro en Pekín 2022, oro en velocidad individual y velocidad por equipo (con Erik Valnes), plata en el relevo (con Emil Iversen, Pål Golberg y Hans Christer Holund) y bronce en 15 km.
Ganó deiciocho medallas en el Campeonato Mundial de Esquí Nórdico entre los años 2017 y 2025. Además, ganó cuatro veces la clasificación general de la Copa del Mundo, en 2018, 2019, 2022 y 2023.

## Palmarés internacional
| Juegos Olímpicos   | Juegos Olímpicos            | Juegos Olímpicos  | Juegos Olímpicos     |
| Año                | Lugar                       | Medalla           | Prueba               |
| ------------------ | --------------------------- | ----------------- | -------------------- |
| 2018               | Pyeongchang (Corea del Sur) | Medalla de oro    | Velocidad individual |
| 2018               | Pyeongchang (Corea del Sur) | Medalla de oro    | Velocidad por equipo |
| 2018               | Pyeongchang (Corea del Sur) | Medalla de oro    | Relevo 4 × 10 km     |
| 2022               | Pekín (China)               | Medalla de oro    | Velocidad individual |
| 2022               | Pekín (China)               | Medalla de oro    | Velocidad por equipo |
| 2022               | Pekín (China)               | Medalla de plata  | Relevo 4 × 10 km     |
| 2022               | Pekín (China)               | Medalla de bronce | 15 km                |
| Campeonato Mundial |                             |                   |                      |
| Año                | Lugar                       | Medalla           | Prueba               |
| 2017               | Lahti (Finlandia)           | Medalla de bronce | Velocidad individual |
| 2019               | Seefeld (Austria)           | Medalla de oro    | Velocidad individual |
| 2019               | Seefeld (Austria)           | Medalla de oro    | Velocidad por equipo |
| 2019               | Seefeld (Austria)           | Medalla de oro    | Relevo 4 × 10 km     |
| 2021               | Oberstdorf (Alemania)       | Medalla de oro    | Velocidad individual |
| 2021               | Oberstdorf (Alemania)       | Medalla de oro    | Velocidad por equipo |
| 2021               | Oberstdorf (Alemania)       | Medalla de oro    | Relevo 4 × 10 km     |
| 2023               | Planica (Eslovenia)         | Medalla de oro    | Velocidad individual |
| 2023               | Planica (Eslovenia)         | Medalla de oro    | Velocidad por equipo |
| 2023               | Planica (Eslovenia)         | Medalla de oro    | Relevo 4 × 10 km     |
| 2023               | Planica (Eslovenia)         | Medalla de plata  | 30 km                |
| 2023               | Planica (Eslovenia)         | Medalla de plata  | 50 km                |
| 2025               | Trondheim (Noruega)         | Medalla de oro    | Velocidad individual |
| 2025               | Trondheim (Noruega)         | Medalla de oro    | Velocidad por equipo |
| 2025               | Trondheim (Noruega)         | Medalla de oro    | 10 km                |
| 2025               | Trondheim (Noruega)         | Medalla de oro    | 20 km                |
| 2025               | Trondheim (Noruega)         | Medalla de oro    | 50 km                |
| 2025               | Trondheim (Noruega)         | Medalla de oro    | Relevo 4 × 7,5 km    |